# OStatus
OStatus je otevřený standard pro distribuované aktualizace stavu, který odkazuje na sadu otevřených protokolů včetně Atom, Activity Streams, PubSubHubbub, Salmon, Webfinger, který umožňuje různým službám sledovat změny stavů uživatelů téměř v reálném čase.
Federace pomocí OStatus byla poprvé použita pro spojení různých instalací StatusNet, a později pro propojení s MiniMe. Různé další systémy pro zprávu obsahu používají neúplnou implementaci tohoto standardu.
V lednu 2012 byla W3C Community Group otevřená, k tomu udržovat a dále rozvíjet tuto technologii.

## Podporuje
- GNU social (dříve StatusNet)
- Friendica
- Mastodon
- buddycloud
- Duuit!
- Lorea
- OpenMicroBlogger
- Project Danube
- Project Nori
- SocialRiver
- Weestit
- rstat.us